# Carrie Bethel
Carrie McGowan Bethel (Lee Vining, 4 de julio de 1898-Lee Vining, 24 de febrero de 1974) fue una Paiute del lago Mono – Kucadikadi (Paiute del Norte) cestera asociada al Parque Nacional de Yosemite. 

## Trayectoria
Empezó a hacer cestas a los doce años. Participó en concursos de cestería en las Jornadas Indígenas de Yosemite de 1926 y 1929, y en June Lake. Hizo demostraciones de cestería en la Exposición Internacional Golden Gate de 1939, como demostradora cultural de la Exposición India.
A lo largo de su vida desempeñó diversos trabajos, como preparar comida para las cuadrillas de carreteras y trabajar como lavandera en Tioga Lodge para complementar los ingresos que le proporcionaba la venta de sus cestas en los puestos comerciales cercanos a San Francisco.
Bethel formaba parte de un grupo de mujeres Mono-Paiute que «se hicieron famosas por sus cestas policromadas extremadamente finas, visualmente impresionantes y complejas». Otras artistas de la cestería de este grupo eran Nellie Charlie y Lucy Telles. Su hermana, Minnie Mike, también era tejedora de cestas (cestera).
Bethel murió en Lee Vining, California, el 24 de febrero de 1974.

## Legado
En 2006, una de sus cestas se vendió en una subasta por 216.250 dólares. Esta canasta había ganado el primer premio en el concurso de cestas Yosemite Field Days de 1926.
El coleccionista de cestas James Schwabacher compró algunas de sus cestas más grandes. Cuatro de sus cestas formaron parte de una exposición sobre el arte de Yosemite que se presentó en el Autry National Center, el Oakland Museum of California, el Nevada Museum of Art y el Eiteljorg Museum of American Indians and Western Art de 2006 a 2008.

## Galería

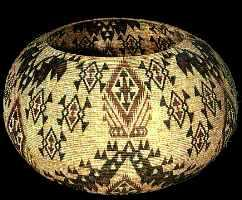
Carrie Bethel fabricó esta canasta de 30" de diámetro entre 1931 – 1935.
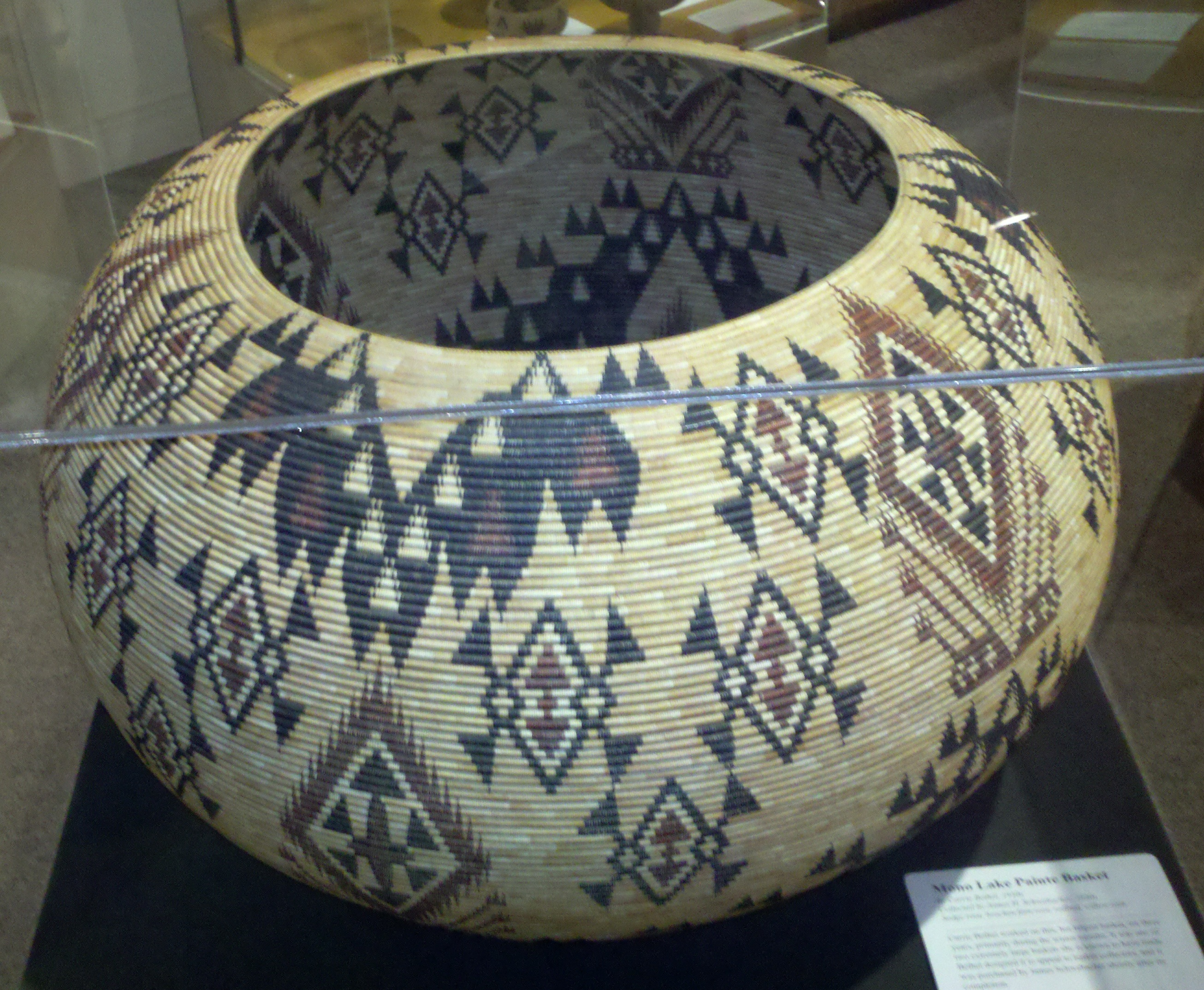
Cesta hecha por Carrie Bethel a principios de la década de 1930